# آپر، نیوجرسی
آپر (به انگلیسی: Upper Township) شهری در ایالت نیوجرسی کشور ایالات متحده آمریکا است که جمعیت آن در سرشماری سال ۲۰۱۰ میلادی، ۱۲٬۳۷۳ نفر بوده‌است.